# بياتريس مانسيا مارينيلو
بياتريس مانسيا مارينيلو (بالإسبانية: Beatriz Marinello)‏ (شيلي 14 مايو، 1964) هي لاعبة شطرنج شيلية، ومدرسة شطرنج في الولايات المتحدة. مصنفة كأستاذة دولية حسب تصنيف الاتحاد الدولي للشطرنج . كانت تشغل منصب رئاسة اتحاد الشطرنج في الولايات المتحدة من 2003 إلى 2005، وعضو المجلس التنفيذي للإتحاد من 2003 إلى 2007.

## الحياة والمشوار
اسمها الإسباني بياتريس مارينيلو مانسيا. كانت متزوجة من لاعب الشطرنج الأمريكي (أستاذ دولي ) ماك آرثر جون الشطرنج  في عام 1992 .ونتيجة لذلك، يتم إدراج المباريات التي لعبتها في قواعد بيانات الشطرنج بثلاث أسماء : بياتريس مانسيا (الاسم الشيلي )، مارينيلو بياتريس (الاسم الأنغلوساكسوني قبل الزواج) وبياتريس ماك آرثر (بعد الزواج بماك آرثر جون ).
بدأت لعبة الشطرنج في سن 13 عاما. فازت ب بطلولة تشيلي النسوية في الشطرنج عندما كان عمرها 16 عاما . في عام 1980، حصلت على لقب استاذة دولية .وعندما كانت في سن 20 سنة نظمت البطولة الوطنية الأولى في تشيلي، ونظمت مسابقات دولية أخرى في وقت لاحق.

## روابط خارجية
- بياتريس مانسيا مارينيلو على موقع الاتحاد الدولي للشطرنج (الإنجليزية)
- بياتريس مانسيا مارينيلو على موقع مباريات الشطرنج (الإنجليزية)
- بياتريس مانسيا مارينيلو على موقع 365Chess.com (الإنجليزية)
- بياتريس مانسيا مارينيلو على موقع Chesstempo.com (الإنجليزية)
- بياتريس مانسيا مارينيلو على موقع الاتحاد الأمريكي للشطرنج (الإنجليزية)
- بياتريس مانسيا مارينيلو سجل أولمبياد الشطرنج للسيدات على موقع OlimpBase.org (الإنجليزية)